# Twentynine Palms (film)
Twentynine Palms je francouzsko-německo-americký film z roku 2003, který natočil režisér Bruno Dumont podle vlastního scénáře. Hrají v něm Jekatěrina Golubeva a David Wissak, přičemž Golubeva hraje Rusku Katju, která nemluví anglicky, zatímco Wissak ztvárnil Američana Davida, který nemluví rusky. Komunikují tak ve francouzštině, ve které si ani jeden z nich není příliš jistý. Film se odehrává v kalifornské poušti. Obsahuje velké množství sexuálních scén.